# The Moving Sounds
The Moving Sounds är ett rockband bildat i Stockholm våren 2000 av Peter Rosén (bas), Per Wollbrand (trummor) och Lars "Lugo" Nordin (gitarr). Bandet hade som ursprunglig idé att spela coverlåtar av band från 1960-talets modsscen som t.ex. The Creation, The Fleur de Lys, The Birds m.fl. Strax efter bildandet anslöt Jonas Lindholm (sång) och Fredrik Forsman (orgel). Forsman var sedan länge del av den "nya" svenska modsvågen och hade tidigare spelat med Jim Jams och Babysnakes. Rosén och Wollbrand hade rötter i indiemusiken och var tidigare medlemmar i bandet Baby Lemonade. Efter debutspelningen på Club Uppers lämnade Lugo bandet och ersattes av Staffan Flodmark. I och med detta byte började bandet skriva egna låtar som sedan varvades med klassiska och obskyra covers på spelningarna. Bandets ursprungliga sound präglades starkt av Forsmans hammondorgel och hans karaktäristiska groove i spelstilen. Efter att ha släppt en EP och en singel (båda på 7" vinyl och egna etiketten "The Moving Sounds Social Club") fick de skivkontrakt med Hamburgbaserade CopaseDisques och 2004 släppes deras första fullängdare "Don't Sleep on This", som följdes av en kortare Europaturné. Två år senare åkte man till London och spelade in uppföljaren "Ground Shaker" i Toe Rag Studios.
På sommaren 2007 lämnade Forsman bandet och han ersattes av brittiske Andrew "Parsley The Lion" Godleman. Parsley är en väl etablerad musiker som bland annat spelat i Solarflares och hans orgelspel satte direkt en ny prägel på bandets sound som nu blev rakare och mer garage än tidigare. Bandet gjorde under hösten samma år en 10 dagar lång Europaturné och passade då även på att spela in en EP som live session i Yeah Yeah Yeah Studio Bremen. 2008 spelade The Moving Sounds in sitt tredje och samtidigt självbetitlade album i Circo Perotti Studio i spanska Gijon i samband med en Spanienturné. Samtliga tretton spår är egenkomponerade.
Efter fyra år bakom Voxorgeln ersattes Parsley av Ola Karlsson, en flitig Stockholmsmusiker som bland annat spelat med Oband, El Madrigal, King Oliver's Revolver samt det australiensiska musikkollektivet The Gin Club. Med Karlssons intåg återvände även en del av Forsmans klassiska groove, men innebar framförallt en ny musikalisk period för bandet.
The Moving Sounds är ett uppskattat liveband som gjort totalt 100 spelningar sedan starten 2000. Några av höjdpunkterna är spelningarna på den italienska modsfestivalen Beatfever i Verona samt på Berlin Beat Explosion.
Under hösten 2013 upplöstes bandet i samband med att basisten Peter Rosén ämnat lämna bandet. De kvarvarande medlemmarna valde då att omforma The Moving Sounds ihop med delar av garagebandet The Fourtune-Tellers. Det nya projektet går under namnet The Alloy Six.

## Diskografi
- Smash Hit! (2001). EP.
- Am I Good To You? (2002). Singel.
- Dont Sleep On This! (2004). LP.
- Ground Shaker (2006). LP.
- Their '08 Hits (2007). EP.
- The Moving Sounds (2009). LP.